# Triplemanía XXXIII
Triplemanía XXXIII – 33. gala wrestlingu w chronologii cyklu Triplemanía, 47. gala zorganizowana pod szyldem Triplemanía i pierwsza Triplemanía, która odbyła się po przejęciu AAA przez WWE. Wyprodukowana przez federacje Lucha Libre AAA Worldwide oraz WWE dla zawodników z brandu Raw, SmackDown i NXT. Odbyła się 16 sierpnia 2025 w Arena CDMX w Meksyku w Meksyku. Wydarzenie było transmitowane na żywo na kanale YouTube WWE z komentarzem w języku angielskim i hiszpańskim.
Podczas gali rozegrano sześć walk. W walce wiecdzoru, El Hijo del Vikingo pokonał Dominika Mysterio, Dragona Lee i El Grande Americano w four-way matchu, aby zachować AAA Mega Championship. W innych ważnych walkach, Pagano i Psycho Clown pokonali Los Garza (Berto i Angela) w Street Fightcie, aby wygrać AAA World Tag Team Championship, a w walce otwierającej Omos wygrał Copa Bardahl.

## Produkcja

### Tło
Rok 2025 był 33. rokiem, w którym meksykańska profesjonalna firma wrestlingowa Lucha Libre AAA Worldwide (Triple A lub AAA) zorganizuje swoje coroczne flagowe show Triplemanía. Triplemanía to największe wydarzenie roku, odpowiednik AAA WrestleManii WWE lub Wrestle Kingdom New Japan Pro-Wrestling. Triplemanía XXXII będzie 47. galą Triplemanía promowaną przez AAA (AAA promowała wiele gal Triplemanía w latach 1994-1997). Od 2012 roku Triplemanía odbywa się w Arena Ciudad de México (Mexico City Arena), krytej arenie w Azcapotzalco, Meksyk, Meksyk, która może pomieścić maksymalnie 22 300 widzów. 11 lutego 2025 roku AAA ogłosiła, że Triplemanía XXXIII odbędzie się 16 sierpnia 2025 roku Będzie to również pierwsze wydarzenie Triplemanía po zawarciu przez WWE umowy nabycia AAA, w ramach joint venture z meksykańską firmą sportowo-rozrywkową Fillip, zamkniętej 1 sierpnia 2025 roku.
26 lipca dyrektor ds. treści WWE Paul "Triple H" Levesque ogłosił, że wydarzenie będzie transmitowane na żywo w serwisie YouTube.

### Rywalizacje
Triplemanía oferowała walki profesjonalnego wrestlingu z udziałem wrestlerów należących do brandów Raw, SmackDown i NXT oraz do Lucha Libre AAA Worldwide (AAA). Wyreżyserowane rywalizacje (storyline’y) były kreowane podczas cotygodniowych gal Raw, SmackDown i NXT oraz AAA. Wrestlerzy są przedstawieni jako heele (negatywni, źli zawodnicy i najczęściej wrogowie publiki) i face’owie (pozytywni, dobrzy i najczęściej ulubieńcy publiki), którzy rywalizują pomiędzy sobą w seriach walk mających budować napięcie. Kulminacją rywalizacji jest walka wrestlerska lub ich seria.

#### Pojedynek o AAA Mega Championship
Po wygraniu AAA Mega Championship na Triplemanía Regia III, El Hijo del Vikingo pojawił się na gali AAA Alianzas 25 lipca, zwracając się do tłumu, zanim przerwali mu Dragon Lee i El Grande Americano, a Americano rzucał obelgami, dopóki Lee i Vikingo nie usunęli go z ringu. Później zamaskowana postać zaatakowała obu mężczyzn, zanim ujawnił się jako Dominik Mysterio, który następnie przemówił do publiczności po hiszpańsku i wyszedł z tytułem. Później AAA oficjalnie ogłosiła four-way match o AAA Mega Championship pomiędzy wrestlerami na Triplemanía XXXIII.

#### The Judgment Day (Finn Bálor, JD McDonagh i Raquel Rodriguez) vs. Mr. Iguana, Niño Hamburguesa i Lola Vice
6 sierpnia na wideo opublikowanym za pośrednictwem kanałów mediów społecznościowych WWE, The Judgment Day (Finn Balor, JD McDonagh i Raquel Rodriguez) rzucili wyzwanie Mr. Iguanie, Niño Hamburguesy i Loli Vice z NXT na mixed trios match na Triplemanía XXXIII; walka została później oficjalnie ogłoszony przez WWE.

## Wyniki walk
| Nr                                 | Wyniki | Stypulacje                                         | Czas  |
| ---------------------------------- | --- | -------------------------------------------------- | ----- |
| 1                                  | Omos wygrał eliminując jako ostatniego La Parkę                                                                                                   | Copa Bardahl gauntlet match                        | 26:38 |
| 2                                  | El Hijo de Dr. Wagner Jr. pokonał El Mesíasa (c) (z Dorianem Roldánem) poprzez pinfall                                                            | Singles match o AAA Latin American Championship    | 10:18 |
| 3                                  | The Judgment Day (Finn Bálor, JD McDonagh i Raquel Rodriguez) (z Roxanne Perez) pokonali Mr. Iguanę, Niño Hamburguesę i Lolę Vice poprzez pinfall | Mixed trios match                                  | 11:51 |
| 4                                  | Pagano i Psycho Clown pokonali Los Garza (Berto i Angela) (c) poprzez pinfall                                                                     | Street Fight o AAA World Tag Team Championship     | 12:54 |
| 5                                  | Flammer (c) pokonała Faby Apache i Natalyę poprzez pinfall                                                                                        | Three-way match o AAA Reina de Reinas Championship | 10:45 |
| 6                                  | El Hijo del Vikingo (c) pokonali Dominika Mysterio, Dragona Lee i El Grande Americano poprzez pinfall                                             | Four-way match o AAA Mega Championship             | 15:05 |
| (c) – mistrz/mistrzyni przed walką | |                                                    |       |

### Wejścia i eliminacje w Copa Bardahl
– AAA
    – WWE
    – Zwycięzca
| Nr wejściowy | Wrestler            | Wyeliminowany przez         | Nr eliminacji | Eliminacje |
| ------------ | ------------------- | --------------------------- | ------------- | ---------- |
| 1            | La Parka            | Omosa                       | 13            | 1          |
| 2            | Laredo Kid          | Aero Star                   | 1             | 0          |
| 3            | Joaquin Wilde       | Mecha Wolfa                 | 2             | 0          |
| 4            | Abismo Negro Jr.    | Omosa                       | 7             | 0          |
| 5            | Taurus              | Otisa i Pimpinelę Escarlatę | 4             | 0          |
| 6            | Aero Star           | Otisa                       | 3             | 1          |
| 7            | Mecha Wolf          | La Parkę                    | 11            | 2          |
| 8            | Cruz Del Toro       | Omosa                       | 8             | 0          |
| 9            | Otis                | Micromana                   | 9             | 4          |
| 10           | Pimpinela Escarlata | Mecha Wolfa i Otisa         | 5             | 1          |
| 11           | Cibernético         | Micromana i Otisa           | 6             | 0          |
| 12           | Micro Man           | Omosa                       | 10            | 2          |
| 13           | Omos                | Zwycięzca                   | —             | 5          |
| 14           | Octagón Jr.         | Omosa                       | 12            | 0          |